# Ultim MACSF
Ex Sodebo Ultim',Actual Leader, Mieux, Adagio
Pour les articles homonymes, voir Sodebo (homonymie).
Ultim MACSF, dénommé précédemment Sodebo Ultim', Actual leader, Mieux et Adagio, est un voilier trimaran destiné à la course au large lancé en 2014, reconstruit à partir d'éléments de Géronimo.

## Historique
Certains de ses éléments structurels, dont les bras de liaisons et les flotteurs, sont issus du trimaran Geronimo lancé en 2001 et skippé la plupart du temps par Olivier de Kersauson.
En 2013, la société agroalimentaire Sodebo rachète l'ancien trimaran et lui fait subir un grand nombre de modifications, le bateau est alors baptisé Sodebo Ultim'.
En 2019, le groupe Actual rachète Sodebo Ultim' et le renomme Actual Leader. Le bateau est modifié durant 6 mois pour une mise à l'eau le 13 mai 2019 à Lorient et est skippé par Yves Le Blevec.
Mis en vente fin 2020, il est racheté par Ultim Sailing début 2021, qui annonce le proposer au cas par cas à la location. Il est loué d'abord par Arthur Le Vaillant pour la Route du Rhum 2022 (Mieux) puis par Éric Péron pour l'Arkéa Ultim Challenge en 2024 (Adagio).
Le 26 juin 2025, le trimaran est remis à l'eau sous les couleurs de la Macsf pour Guirec Soudée, avec comme objectif la tentative de record du monde à la voile d'est en ouest en solitaire.

## Fabrication à partir deGeronimo

### Aspects techniques
Le trimaran Geronimo est transformé au chantier naval de Multiplast à Vannes où il subit un très grand nombre de modifications. Complètement restructuré par les architectes du cabinet VPLP après 14 mois de travaux, il est désormais adapté pour être mené en solitaire. Sa coque principale a été raccourcie de trois mètres par rapport à Géronimo, un nouveau mat de 35 m, fabriqué dans le moule de celui de Groupama 3, a été installé avec un nouveau jeu de voiles, la bôme d’origine a simplement été modifiée. Les bras de liaison sont conservés, mais ils sont renforcés dans l'objectif de pouvoir supporter des charges plus grandes grâce à l'ajout de foils. Et enfin, les foils, la dérive et les safrans de flotteurs à plans porteurs proviennent du trimaran USA17 d’Oracle Racing, vainqueur de l’America’s Cup 2010. En outre, de nouveaux tronçons d'étrave sont ajoutés, afin d'optimiser les entrées d'eau. Le système de barre est transformé pour qu'il puisse accueillir trois nouveaux safrans. Avec un cockpit minimaliste redessiné et une cellule de vie intérieure de plain-pied de 6 m2, tout a été simplifié pour rester le plus léger possible.
La mise à l'eau de Sodebo Ultim’ a eu lieu le 19 mai 2014 au chantier Multiplast de Vannes, là même où Géronimo avait été construit.

### Performances
En 2014, avant la Route du Rhum, pendant une séance d'entraînement qui a lieu au large de Belle-Île-en-Mer, le trimaran atteint des vitesses de pointe de l'ordre de 43 nœuds dans un vent de 25 nœuds. Pour Thomas Coville, le nouveau bateau n'est pas simple à dompter : « Le gros danger, c'est le chavirage. Je fais un bon binôme avec mon bateau, je suis vraiment en confiance, mais pour naviguer sur une telle machine, il faut avoir de l'appréhension, il faut anticiper sans arrêt ».

## Histoire en course
En 2014, à l'occasion de la Route du Rhum, sa première compétition, Sodebo Ultim' entre en collision avec un cargo lors de la première nuit de course. L'avant du flotteur droit est arraché. Son skipper, Thomas Coville est contraint à l'abandon.
En 2015, Sodebo Ultim' termine second de la Transat Jacques-Vabre derrière le trimaran Macif de François Gabart.
Le 11 mai 2016, Thomas Coville bat le record de distance parcourue en 24 heures : 714 milles à une moyenne de 29,75 nœuds. Il devient le premier marin a passer la barre des 700 milles parcouru sur cette durée.
En 2016, à l'occasion du renouveau de la transat anglaise, Thomas Coville s'incline de nouveau face à François Gabart et termine une nouvelle fois deuxième. En fin, d'année Thomas Coville s'élance de Brest pour tenter de battre le record du tour du monde à la voile en solitaire, détenu par Francis Joyon en 57 j 13 h 34 min 6 s. À bord de Sodebo Ultim', il devient le premier navigateur à réaliser le tour du monde en moins de 50 jours (49 j 3 h 4 min 28 s).
En juin 2017, Sodebo Ultim' est aligné au départ de The Bridge,.
En juillet 2017, Thomas Coville reprend le record de la traversée de l'Atlantique nord à la voile d'ouest en est, battu trois jours plus tôt par Francis Joyon. Il l'améliore de 15 h 45 min et établit un nouveau temps de référence en 4 j 11 h 10 min 24 s, devenant ainsi le premier navigateur à descendre sous la barre des cinq jours,,.
Le 13 novembre 2017, victoire de Thomas Coville et Jean-Luc Nélias dans la Transat Jacques-Vabre 2017, battant le record de l'épreuve sur le parcours Le Havre-Salvador de Bahia, en 7 jours, 22 heures, 7 minutes et 27 secondes.
Le 5 mai 2018, victoire de Thomas Coville et son équipage (Jean-Luc Nélias, Thierry Douillard, Thomas Le Breton, Mathieu Vandame, Quentin Delapierre) sur la Nice Ultimed en 3 jours, 57 minutes et 28 secondes.
En 2019, le trimaran termine 3e à la Brest Atlantiques, skippé par Yves Le Blevec et Alex Pella ainsi qu'un troisième homme, le mediaman Ronan Gladu,, sous les couleurs d’Actual Leader.
En 2022, le trimaran termine à la 6e place de la Route du Rhum. Le bateau était skippé par Arthur Le Vaillant sous le nom de Mieux.
En 2024, le trimaran est loué à Éric Péron pour l'Arkéa Ultim Challenge Brest sous les couleurs d'Adagio. Il terminera la course à la 5e place en 66 jours 1 heure 14 minutes et 27 secondes.

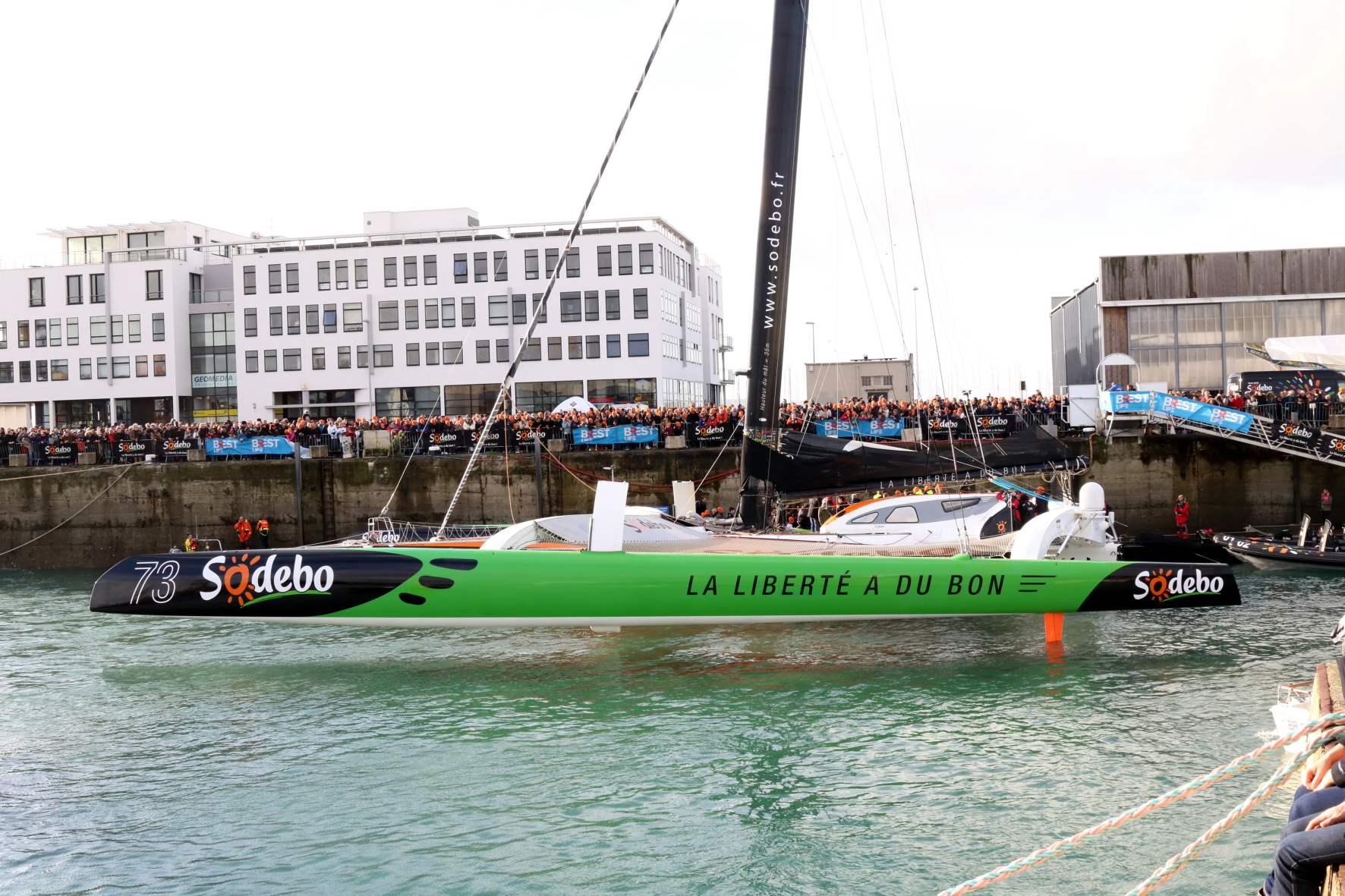
Thomas Coville, accueilli le 26 décembre 2016 après son record autour du monde en solitaire.
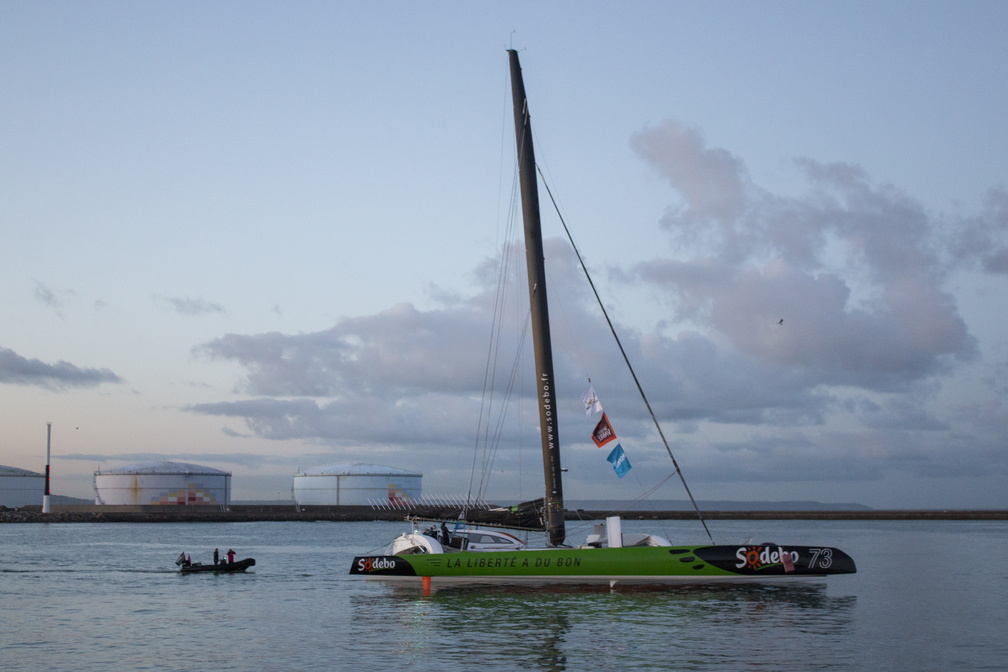
Sodebo quitte le port du Havre pour prendre le départ de la Transat Jacques Vabre 2015.